# Ackerlspitze
Ackerlspitze är en bergstopp i Österrike.   Den ligger i distriktet Kitzbühel och förbundslandet Tyrolen, i den centrala delen av landet, 300 kilometer väster om huvudstaden Wien. Toppen på Ackerlspitze är 2 329 meter över havet. Ackerlspitze ingår i Kaisergebirge.
Terrängen runt Ackerlspitze är kuperad åt sydost, men åt nordväst är den bergig. Närmaste större samhälle är Kitzbühel, 11,9 kilometer söder om Ackerlspitze. 
I omgivningarna runt Ackerlspitze växer i huvudsak blandskog. Runt Ackerlspitze är det ganska tätbefolkat, med 52 invånare per kvadratkilometer.